# Latifa Arfaoui
Pour les articles homonymes, voir Arfaoui.
Latifa Arfaoui, de son nom complet Latifa Bint Alayah Al Arfaoui (arabe : لطيفه بنت عليه العرفاوي) mais plus connue sous le nom de scène Latifa (لطيفة), née le 14 février 1961 à La Manouba, est une chanteuse tunisienne originaire du gouvernorat de Béja.

## Biographie
Elle naît en 1961 en Tunisie dans une famille nombreuse (cinq frères et deux sœurs). Fréquentant l'école primaire de Sidi Omar, elle participe en 1978 au Club des talents et y obtient le titre de meilleure chanteuse, ce qui la fait repérer par le ministère de la Culture qui la choisit pour représenter la Tunisie au troisième Festival arabe pour les jeunes organisé en Irak. Elle y présente des morceaux de la chanteuse Oum Kalthoum,.
En 1983, peu après la mort de son père, Latifa et sa famille se rendent en Égypte pour s'y recueillir. Durant cette période, elle rencontre le compositeur Baligh Hamdi qui lui suggère de rester en Égypte dans l'intérêt de sa carrière. Néanmoins, celle-ci souhaite se concentrer sur son éducation : elle retourne donc en Tunisie pour terminer ses études secondaires au lycée Khaznadar où elle est aidée par son professeur Taoufik Thouidi. Lors de l'une de ses représentations, elle rencontre le musicien Ali Sriti qui lui donne suite à cette rencontre des cours journaliers de chant et d'oud. Pourtant, en raison de problèmes financiers, elle ne peut retourner en Égypte et suit donc le collège en Tunisie, apprenant alors la littérature néerlandaise durant une année et demie. Sa famille décide tout de même de l'aider à réaliser son rêve en l'envoyant en Égypte. Latifa quitte donc le collège et rejoint l'Académie arabe de musique du Caire où elle obtient un bachelor. Elle prépare son master.
Durant ses études en Égypte, elle se produit en direct sur une station de radio. C'est alors que le compositeur Mohammed Abdel Wahab l'entend et se rend deux jours plus tard à l'académie pour la trouver, ce qui étonne beaucoup Latifa qui, à cette époque, chante principalement de longues chansons tarab mais s'intéresse aussi à d'autres répertoires. Elle commence donc à travailler avec le compositeur Ammar El Sherei (en) et le poète Abdulwahab Mohammed qu'elle avait rencontré durant sa première visite au Caire. En 1986, elle sort l'album Akthar Min Roohi (Plus que mon âme), sur une musique d'El Sherei et des paroles d'Abdulwahab Mohammed, rencontrant le succès avec cet album dans le monde arabe. D'autres enregistrements suivent. En 1997 sort l'album Al Ghinwa (La chanson) dont le titre principal est considéré comme la seconde partie de Akthar Min Roohi. Elle décide ensuite de se lancer dans un nouveau style appelé qasa'ed fos'ha. L'album sorti en 1998, Taloomoni Al Donya (Le monde me blâme), la voit interpréter des paroles du poète Nizar Kabbani. Après avoir passé dix jours à l'hôpital pour cause de dépression nerveuse, elle revient en 1999 avec un album connu dans le monde arabe sous le nom de Wadeh (Clair) et connu internationalement sous le titre Inch Allah (Si Dieu le veut).
Elle débute au cinéma en 2001 dans Silence... on tourne de Youssef Chahine. Une chanson signée du poète Gamal Békhit et du compositeur Omar Khairat, chantée par elle, ouvre ce film.
Ces concerts à Carthage en 2008, 2010 et 2019, où elle interprète ses chansons cultes, marquent les esprits.

## Style musical

### Première période
Dans Akthar Min Roohi (Plus que mon âme), elle commence à interpréter des chansons pop.
Elle retouche par ailleurs ses titres et y ajoute différentes influences comme le tango. Elle tourne également un clip pour le single Ew'ah Tegheer (Ne soit pas jaloux). Le succès de cet album lui permet d'acheter la moitié des parts de La Reine, compagnie et studio de son producteur. Dès lors, elle coproduit tous ses albums et clips. Dans le titre principal de l'album Hobbak Hadi (Amour frigide), sorti en 1993, Latifa demande ouvertement de l'amour en raison de l'ennui qu'elle ressent vis-à-vis de son couple. Avant la sortie de l'album, aucune femme arabe n'avait utilisé des mots aussi directs dans une chanson populaire à propos de ses sentiments amoureux.

### Seconde période
Après avoir passé dix jours à l'hôpital pour cause de dépression nerveuse, elle revient en 1999 avec un album connu dans le monde arabe sous le nom de Wadeh (Clair) et connu internationalement sous le titre Inch Allah (Si Dieu le veut). Distribué par Universal Music France, il s'agit du premier album qu'elle interprète en arabe et en français.
En 2002, l'album de variétés Desert Roses and Arabian Rhythms II la voit interpréter un mawwal (en) (poésie arabe) dans la chanson Take Me I'm Yours et en chanter une partie en anglais avec Chris Difford (en) et Glenn Tilbrook du groupe Squeeze.
Grâce à l'album Ma Etrohsh Ba'ed (Ne part pas), produit en 2003 par Alam El Phan (Mazzika TV (en)), elle remporte l'année suivante le World Music Award de la meilleure artiste au Proche-Orient et en Afrique du Nord remis à Las Vegas. Elle prononce une phrase très applaudie par le public présent : « Ma joie restera incomplète jusqu'à ce que la Palestine et l'Irak soient libérés. » La même année, elle produit un album intitulé Les plus belles chansons de Latifa chez Warner Brothers France. Collection de ses plus grands tubes, il inclut aussi un titre inédit de raï, Khalleoni (Laisses moi), qui constitue sa première expérience dans ce style musical.
En 2005, elle fonde une société caritative qui porte son nom, le quart des revenus de ses concerts étant désormais versé à cette dernière. En novembre 2006, elle signe à nouveau un contrat avec Rotana pour diffuser ses créations à travers le monde arabe.
Latifa se produit sur la scène du Festival international de Carthage en 2008, 2010 et 2019. Elle y interprête ses chansons cultes et s'affirme comme une des divas du monde arabe,.

## Discographie
Durant plus de vingt ans de carrière, Latifa a sorti plus de vingt albums et singles et plus de trente clips vidéo :
- Mesa Al Jamal
- Waih Waih
- Meen Yeqool
- Ya Hayati Ana
- Ala La towadi'oni Habeebi
- Ma Laqetsh Methalak - Ma Banamsh Al Lail
- Andak Shak
- Lotfi & Latifa
- Hat Qalbi Wo Rooh
- Akthar Min Roohi
- Ashan Bahibbak
- Bel Aql Keda
- Al Donya Bete'dhak Leya (1992)
- Hobbak Hadi (1993)
- Ana Ma Atniseesh (1994)
- Wo Akheran (1995)
- Ma Wahashtaksh ? (1996)
- Al Ghinwa (1997)
- Taloomoni Al Donya (1998)
- Wadeh - Inchallah (1999)
- Sokoot Ha Ensawwar (2001)
- Desert Roses and Arabian Rhythms II (2002)
- Matrohsh Ba'ed (2003)
- Les plus belles chansons de Latifa (2004)
- Ma'alomat Akeeda (2006)
- Fi Kam Yom Illi Fato (2008)
- Atahadda (2009)
- Ezzati (2013)
- Ahla Haga Feyya (2014)
- Fresh (2017)
- Hekayat Latifa (2019)
- Aqwa Wahda (2019)

## Cinéma
Elle compte à son actif une petite expérience dans le cinéma. Elle joue en 2001 dans Silence... on tourne de Youssef Chahine et apparaît en 2004 aussi dans Hokom Al Roa'yaan (Règne des bergers) de Mansour Rahbani. En 2007, elle fait également une apparition dans le septième épisode de la version arabe d'Urgences en interprétant son propre rôle.

## Distinctions
- World Music Awards (2004)[10] ;
- Commandeur (2001)[11] puis grand officier (2007)[12] de l'Ordre national du Mérite (Tunisie) ;
- Oscar du Moyen-Orient dans les catégories « meilleur chanteur arabe » et « meilleur album » (2018)[13].